# Reprezentacja Maroka w piłce nożnej kobiet
Reprezentacja Maroka w piłce nożnej kobiet – kobieca piłkarska reprezentacja Maroka. Największym sukcesem reprezentacji jest II miejsce w Pucharze Narodów Afryki w 2022 roku oraz 1/8 finału na mistrzostwach świata 2023.

## Udział w turniejach międzynarodowych

### Mistrzostwa Świata
Marokańskiej drużynie 1 raz udało się zakwalifikować do finałów MŚ.
| Rok   | Runda                   | M                       | W                       | R                       | P                       | GZ                      | GS                      |
| ----- | ----------------------- | ----------------------- | ----------------------- | ----------------------- | ----------------------- | ----------------------- | ----------------------- |
| 1991  | Nie uczestniczyło       | Nie uczestniczyło       | Nie uczestniczyło       | Nie uczestniczyło       | Nie uczestniczyło       | Nie uczestniczyło       | Nie uczestniczyło       |
| 1995  | Nie uczestniczyło       | Nie uczestniczyło       | Nie uczestniczyło       | Nie uczestniczyło       | Nie uczestniczyło       | Nie uczestniczyło       | Nie uczestniczyło       |
| 1999  | Nie zakwalifikowało się | Nie zakwalifikowało się | Nie zakwalifikowało się | Nie zakwalifikowało się | Nie zakwalifikowało się | Nie zakwalifikowało się | Nie zakwalifikowało się |
| 2003  | Nie zakwalifikowało się | Nie zakwalifikowało się | Nie zakwalifikowało się | Nie zakwalifikowało się | Nie zakwalifikowało się | Nie zakwalifikowało się | Nie zakwalifikowało się |
| 2007  | Nie zakwalifikowało się | Nie zakwalifikowało się | Nie zakwalifikowało się | Nie zakwalifikowało się | Nie zakwalifikowało się | Nie zakwalifikowało się | Nie zakwalifikowało się |
| 2011  | Nie zakwalifikowało się | Nie zakwalifikowało się | Nie zakwalifikowało się | Nie zakwalifikowało się | Nie zakwalifikowało się | Nie zakwalifikowało się | Nie zakwalifikowało się |
| 2015  | Nie zakwalifikowało się | Nie zakwalifikowało się | Nie zakwalifikowało się | Nie zakwalifikowało się | Nie zakwalifikowało się | Nie zakwalifikowało się | Nie zakwalifikowało się |
| 2019  | Nie zakwalifikowało się | Nie zakwalifikowało się | Nie zakwalifikowało się | Nie zakwalifikowało się | Nie zakwalifikowało się | Nie zakwalifikowało się | Nie zakwalifikowało się |
| 2023  | Ćwierćfinał             | 4                       | 2                       | 0                       | 2                       | 2                       | 10                      |
| Razem | 1/9                     | 4                       | 2                       | 0                       | 2                       | 2                       | 10                      |

### Puchar Narodów Afryki
Marokańskiej drużynie 4 razy udało się zakwalifikować do finałów MŚ.
| Rok   | Runda                           | M                               | W                               | R                               | P                               | GZ                              | GS                              |
| ----- | ------------------------------- | ------------------------------- | ------------------------------- | ------------------------------- | ------------------------------- | ------------------------------- | ------------------------------- |
| 1991  | Nie uczestniczył                | Nie uczestniczył                | Nie uczestniczył                | Nie uczestniczył                | Nie uczestniczył                | Nie uczestniczył                | Nie uczestniczył                |
| 1995  | Nie uczestniczył                | Nie uczestniczył                | Nie uczestniczył                | Nie uczestniczył                | Nie uczestniczył                | Nie uczestniczył                | Nie uczestniczył                |
| 1998  | Faza grupowa                    | 3                               | 1                               | 1                               | 1                               | 4                               | 9                               |
| 2000  | Faza grupowa                    | 3                               | 0                               | 0                               | 3                               | 1                               | 13                              |
| 2002  | Nie zakwalifikował się          | Nie zakwalifikował się          | Nie zakwalifikował się          | Nie zakwalifikował się          | Nie zakwalifikował się          | Nie zakwalifikował się          | Nie zakwalifikował się          |
| 2004  | Nie uczestniczyło               | Nie uczestniczyło               | Nie uczestniczyło               | Nie uczestniczyło               | Nie uczestniczyło               | Nie uczestniczyło               | Nie uczestniczyło               |
| 2006  | Nie zakwalifikował się          | Nie zakwalifikował się          | Nie zakwalifikował się          | Nie zakwalifikował się          | Nie zakwalifikował się          | Nie zakwalifikował się          | Nie zakwalifikował się          |
| 2008  | Nie zakwalifikował się          | Nie zakwalifikował się          | Nie zakwalifikował się          | Nie zakwalifikował się          | Nie zakwalifikował się          | Nie zakwalifikował się          | Nie zakwalifikował się          |
| 2010  | Nie zakwalifikował się          | Nie zakwalifikował się          | Nie zakwalifikował się          | Nie zakwalifikował się          | Nie zakwalifikował się          | Nie zakwalifikował się          | Nie zakwalifikował się          |
| 2012  | Nie zakwalifikował się          | Nie zakwalifikował się          | Nie zakwalifikował się          | Nie zakwalifikował się          | Nie zakwalifikował się          | Nie zakwalifikował się          | Nie zakwalifikował się          |
| 2014  | Nie zakwalifikował się          | Nie zakwalifikował się          | Nie zakwalifikował się          | Nie zakwalifikował się          | Nie zakwalifikował się          | Nie zakwalifikował się          | Nie zakwalifikował się          |
| 2016  | Nie zakwalifikował się          | Nie zakwalifikował się          | Nie zakwalifikował się          | Nie zakwalifikował się          | Nie zakwalifikował się          | Nie zakwalifikował się          | Nie zakwalifikował się          |
| 2018  | Nie zakwalifikował się          | Nie zakwalifikował się          | Nie zakwalifikował się          | Nie zakwalifikował się          | Nie zakwalifikował się          | Nie zakwalifikował się          | Nie zakwalifikował się          |
| 2022  | II miejsce                      | 6                               | 4                               | 1                               | 1                               | 9                               | 5                               |
| 2024  | Zakwalifikowane jako gospodarze | Zakwalifikowane jako gospodarze | Zakwalifikowane jako gospodarze | Zakwalifikowane jako gospodarze | Zakwalifikowane jako gospodarze | Zakwalifikowane jako gospodarze | Zakwalifikowane jako gospodarze |
| Razem | 4/15                            | 12                              | 5                               | 2                               | 5                               | 14                              | 27                              |

### Igrzyska Olimpijskie
| Rok   | Runda                   | M                       | W                       | R                       | P                       | GZ                      | GS                      |
| ----- | ----------------------- | ----------------------- | ----------------------- | ----------------------- | ----------------------- | ----------------------- | ----------------------- |
| 1996  | Nie uczestniczyła       | Nie uczestniczyła       | Nie uczestniczyła       | Nie uczestniczyła       | Nie uczestniczyła       | Nie uczestniczyła       | Nie uczestniczyła       |
| 2000  | Nie uczestniczyła       | Nie uczestniczyła       | Nie uczestniczyła       | Nie uczestniczyła       | Nie uczestniczyła       | Nie uczestniczyła       | Nie uczestniczyła       |
| 2004  | Nie uczestniczyła       | Nie uczestniczyła       | Nie uczestniczyła       | Nie uczestniczyła       | Nie uczestniczyła       | Nie uczestniczyła       | Nie uczestniczyła       |
| 2008  | Nie zakwalifikowała się | Nie zakwalifikowała się | Nie zakwalifikowała się | Nie zakwalifikowała się | Nie zakwalifikowała się | Nie zakwalifikowała się | Nie zakwalifikowała się |
| 2012  | Nie zakwalifikowała się | Nie zakwalifikowała się | Nie zakwalifikowała się | Nie zakwalifikowała się | Nie zakwalifikowała się | Nie zakwalifikowała się | Nie zakwalifikowała się |
| 2016  | Nie uczestniczyła       | Nie uczestniczyła       | Nie uczestniczyła       | Nie uczestniczyła       | Nie uczestniczyła       | Nie uczestniczyła       | Nie uczestniczyła       |
| 2020  | Nie zakwalifikowała się | Nie zakwalifikowała się | Nie zakwalifikowała się | Nie zakwalifikowała się | Nie zakwalifikowała się | Nie zakwalifikowała się | Nie zakwalifikowała się |
| 2024  | Nie zakwalifikowała się | Nie zakwalifikowała się | Nie zakwalifikowała się | Nie zakwalifikowała się | Nie zakwalifikowała się | Nie zakwalifikowała się | Nie zakwalifikowała się |
| Razem | 0/8                     | 0                       | 0                       | 0                       | 0                       | 0                       | 0                       |

## Skład
Aktualny skład dostępny jest na stronie internetowej soccerdonna.de

## MŚ 2023
| Zespół           | Pkt | M | W | R | P | Br+ | Br− | +/− |
| ---------------- | --- | - | - | - | - | --- | --- | --- |
| Kolumbia         | 6   | 3 | 2 | 0 | 1 | 4   | 2   | +2  |
| Maroko           | 6   | 3 | 2 | 0 | 1 | 2   | 6   | -4  |
| Niemcy           | 4   | 3 | 1 | 1 | 1 | 8   | 3   | +5  |
| Korea Południowa | 1   | 3 | 0 | 1 | 2 | 1   | 4   | -3  |